# Papuajuveltrast
Papuajuveltrast (Erythropitta macklotii) är en fågel i familjen juveltrastar inom ordningen tättingar.

## Utseende och läte
Papuajuveltrasten är en knubbig fågel med kort stjärt, långa ben och tydligt röd buk. Vidare har den roströd nacke, svart strupe, ett brett blått band på bröstet kantat nertill av ett tjockt svart streck samt grönaktig ovansida. Sången består av en darrande stigande ton följt av en fallande sorgsam vissling.

## Utbredning och systematik
Den förekommer på och kring Nya Guinea samt i norra Australien och delas in i fem underarter med följande utbredning:
- Erythropitta macklotii habenichti – norra Nya Guinea (Weylandbergen till Astrolabe Bay)
- Erythropitta macklotii macklotii – Aruöarna, Raja Ampatöarna samt västra och södra Nya Guinea
- Erythropitta macklotii loriae – sydöstra Nya Guinea
- Erythropitta macklotii finschii – D'Entrecasteaux-öarna på öarna Fergusson och Goodenough; sentida observationer från Normanby Island härrör troligen till denna underart
- Erythropitta macklotii digglesi – häckar på norra Kap Yorkhalvön i Australien; övervintrar på Nya Guinea

Tidigare behandlades den som underart till Erythropitta erythrogaster. 

## Levnadssätt
Papuajuveltrasten hittas i skogsområden, även ungskog, vanligast i låglänta områden men även upp i förberg. Den ses enstaka eller i par födosöka på marken eller ropande från en låg sittplats.

## Status och hot
Arten har ett stort utbredningsområde, men tros minska i antal, dock inte tillräckligt kraftigt för att den ska betraktas som hotad. Internationella naturvårdsunionen IUCN listar arten som livskraftig (LC).